# Франсеск Торрес Монсо

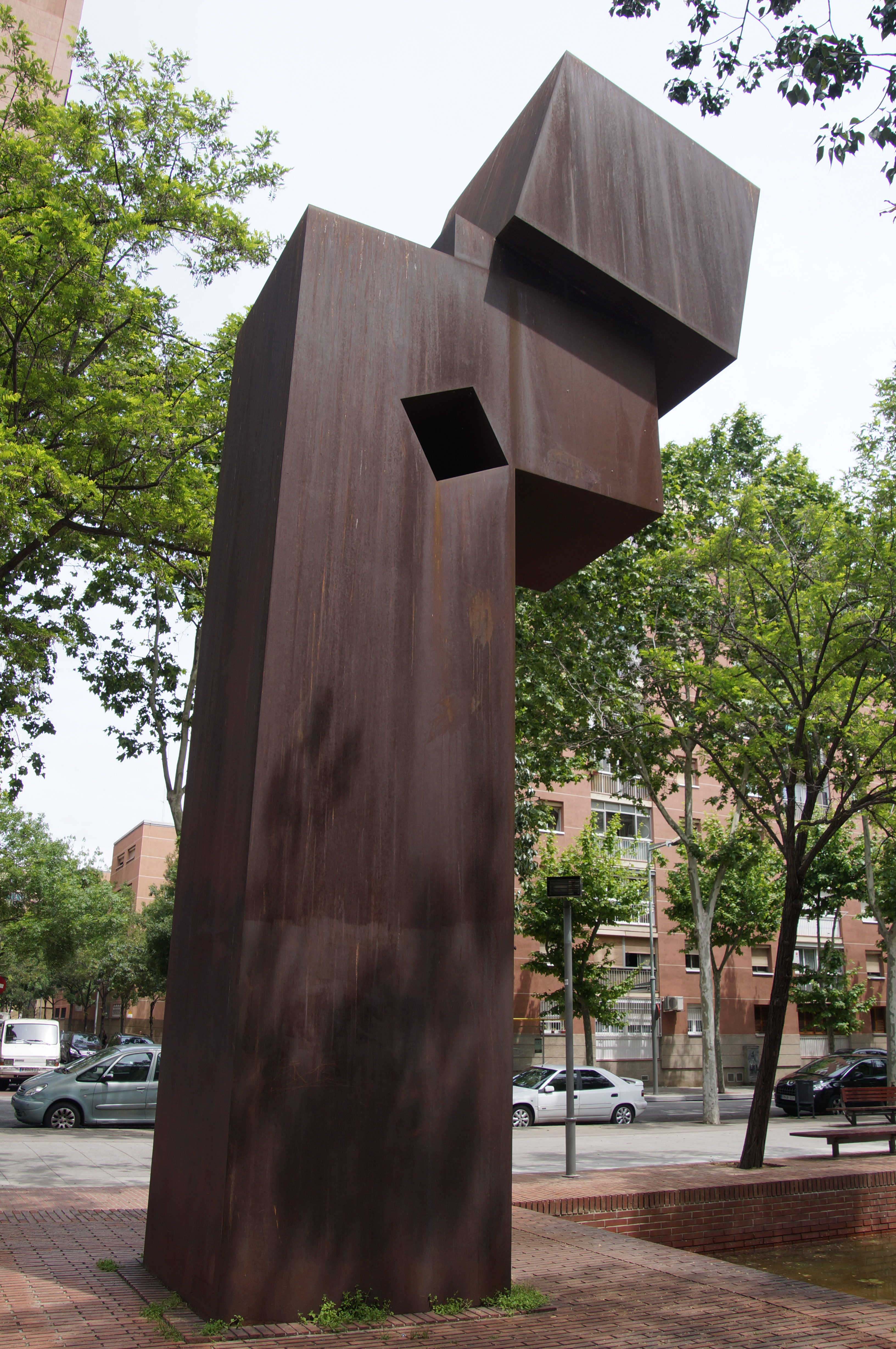
«Довга подорож» (1992), Барселона

Франсеск Торрес-і-Монсо́ (кат. Francesc Torres i Monsó; 7 листопада 1922, Жирона — 30 січня 2015, там само) — іспанський (каталонський) скульптор.
Навчався з Жуаном Оріуелем у Жироні. Працював з Енріком Монжо і Жузепом Клара у Барселоні. Після академічних починань приєднався до найпрогресивнішого та найінноваційнішого напрямку каталонської скульптури. Разом зі скульпторам Жузепом Марією Субіраксом і Марті Сабе належав до групи «Простектура» і в 1954–1957 роках брав участь в Жовтневих салонах. Провів два роки (1954–55) у Парижі, отримавши грант від Французького інституту.
Упродовж своєї кар'єри був удостоєний багатьох нагород, найважливішою серед яких є премія Хуліо Гонсалеса та нагорода 3-го Середземноморського бієнале в Александрії у 1959 році.
Деякі з його робіт зазнали впливу Хуліо Гонсалеса. Працював з усіма видами матеріалів і застосовував різні стилі від натуралізму до експресіонізму, неодадаїзму, мінімалізму і абстрактного мистецтва. Його роботи були представлені на виставках в основному у Барселоні, Жироні та Мадриді. Більшість його робіт знаходяться у громадських місцях у Жироні, а також представлені у Музеї сучасного мистецтва в Барселоні, Музеї мистецтв Жирони та інших.
У 1991 році нагороджений хрестом святого Георія. У 2013 році лауреат Національної премії з культури.